# 高田紘久
高田 紘久（たかだ ひろひさ、1986年11月1日 - ）は、日本のバスケットボール選手、指導者である。2009年にbjリーグの大阪エヴェッサに入団しプロ選手となる。岩手ビッグブルズに所属していた2015-16シーズンを最後に引退した。翌2016-17シーズンより岩手ビッグブルズのアシスタントコーチに就任する。
大阪府出身。選手時代のポジションはガードであった。

## 来歴
東住吉工業高校から立命館大学に進み、副将を務め関西学生リーグ優秀選手賞を受賞。
卒業後、大阪エヴェッサに育成ドラフト5位で指名され、プロ契約に至った。
2011-12シーズン終了後、2012-13シーズンより新たに参入した東京サンレーヴスに拡張ドラフト2巡目で指名され移籍。初代キャプテンに就任した。
2013-14シーズンより、群馬クレインサンダーズに移籍。大阪時代チームメイトであったライアン・ブラックウェルヘッドコーチの下、副キャプテンに就任した。
2014-15シーズンは仙台89ERSに所属した。
2015-16シーズンは岩手ビッグブルズに所属。シーズン終了後、選手生活から引退し、岩手のアシスタントコーチに就任した。
2017年より、名古屋ダイヤモンドドルフィンズのアシスタントコーチを務める。
2023年よりWリーグの三菱電機コアラーズヘッドコーチ。
2025年三菱電機コアラーズHCを退団。デンソーアイリスアシスタントコーチに就任。

## 個人成績
| シーズン | チーム | GP | GS | MPG  | FG%  | 3P%  | FT%  | RPG | APG | SPG | BPG | TO  | PPG |
| -------- | ------ | -- | -- | ---- | ---- | ---- | ---- | --- | --- | --- | --- | --- | --- |
| 2009-10  | 大阪   | 46 | 28 | 20.7 | 38.9 | 34.8 | 64.7 | 1.8 | 1.2 | 0.6 | 0.1 | 0.7 | 4.8 |
| 2010-11  | 大阪   | 50 | 39 | 24.4 | 34.5 | 32.7 | 70.0 | 2.0 | 2.6 | 0.5 | 0.0 | 1.6 | 6.3 |
| 2011-12  | 大阪   | 31 | 0  | 6.8  | 28.6 | 21.1 | 63.6 | 0.7 | 0.6 | 0.2 | 0,0 | 0.5 | 1.3 |
| 2012-13  | 東京   | 52 | 52 | 31.7 | 33.2 | 28.9 | 73.6 | 3.2 | 3.2 | 0.8 | 0.1 | 2.2 | 7.0 |
| 2013-14  | 群馬   | 50 | 14 | 14.0 | .362 | .340 | .909 | 1.1 | 1.0 | 0.4 | 0.0 | 0.7 | 3.4 |
| 2014-15  | 仙台   | 49 | 4  | 12.2 | .270 | .170 | .667 | 1.0 | 0.7 | 0.5 | 0.1 | 0.5 | 2.5 |
| 2015-16  | 岩手   | 38 | 1  | 9.8  | 31.0 | 26.2 | 72.2 | 0.7 | 0.9 | 0.4 | 0.0 | 0.6 | 1.8 |